# 즈미트리 바하
즈미트리 아나톨레비치 바하(벨라루스어: Дзмітрый Анатолевіч Бага, 러시아어: Дми́трий Анато́льевич Ба́га, 1990년 1월 4일, 소련 민스크주 바리사우 ~ )는 벨라루스의 프로 축구 선수이다. 포지션은 미드필더이며, 현재 벨라루스 프리미어리그의 호멜에서 활동하고 있다.

## 국제 경력
바하는 2011년 UEFA U-21 축구 선수권 대회에서 2위를 차지한 벨라루스 U-21팀의 일원이었다. 그는 다섯 경기에 모두 출전했고 덴마크와의 조별리그에서 패배해서 득점했다. 그는 또한 벨라루스 올림픽을 대표하여 2012년 툴롱 토너먼트에 참가했다. 그는 2012년 하계 올림픽에 출전했다. 그는 2013년 10월 15일 일본과의 친선 경기에서 조국의 성인 국가대표로 첫 출전을 기록했다.
그는 프로 축구 코치이자 전 선수인 알략세이 바하의 남동생이다.

## 수상
바테 보리소프
- 벨라루스 프리미어리그: 2008, 2009, 2010, 2011, 2012, 2013, 2014, 2015, 2017, 2018
- 벨라루스컵: 2009-10,2014-15, 2019-20
- 벨라루스 슈퍼컵: 2010, 2011, 2013, 2014, 2015